# Niejkowo
Niejkowo (ros. Нейково) – wieś (ros. деревня, trb. dieriewnia) w zachodniej Rosji, w osiedlu wiejskim Malejewskoje rejonu krasninskiego w obwodzie smoleńskim.

## Geografia
Miejscowość położona jest nad rzeką Łupa, 7,5 km od drogi regionalnej 66A-3 Krasnyj – granica z Białorusią (Lady), 17 km od centrum administracyjnego osiedla wiejskiego (Malejewo), 11 km od centrum administracyjnego rejonu (Krasnyj), 56,5 km od Smoleńska, 35 km od przystanku kolejowego (Posiełkowaja).
W granicach miejscowości znajduje się ulica Sołniecznaja.

## Demografia
W 2010 r. miejscowość zamieszkiwało 25 osób.